# Парадокс гомиле
Парадокс гомиле (често се назива и соритес парадокс, енг. sorites paradox) је парадокс који настаје пре свега због нејасне терминологије. 
Основни пример парадокса гласи:
Нека постоји нека гомила песка, из које се извлачи зрно по зрно. Уз претпоставку да извлачењем једног зрна гомила не престаје да буде гомила, поставља се питање шта се догађа када се ова акција понови довољно пута да преостане само једно зрно. Намеће се закључак да гомила може бити састављена од само једног зрна песка. Сходно томе, ако једно зрно песка чини гомилу, онда уклањање и тог зрна песка и даље формира гомилу. Да ли је то и даље гомила? Ако није, у ком тренутку је престала да буде гомила?

## Оригинална формулација и варијације

### Парадокс гомиле
Реч sorites (грч. σωρείτης) изведена је од грчке речи за „гомилу” (грч. σωρός).  Парадокс је тако назван због своје оригиналне карактеризације, приписане филозофу Еубулиду из Милета. Он је успоставио парадокс соритес, односно парадокс гомиле. Овај парадокс означава мисао, суд који по нечему изгледа противречан општеусвојеном, уобичајеном мишљењу. Парадокс настаје када се пође од скупа очигледних премиса, а потом се из њих извуку закључци који их подривају.  Противречност обично настаје због омашке у ланцу логике који води од премиса ка закључку. Један од најважнијих видова расуђивања јесте соритес или ланчани закључак који означава низ уланчаних силогизама, односно који се састоји из више скраћених и међусобно повезаних закључака. Међутим, понекад ланчано закључивање може да доведе до апсурда и тада имамо парадокс ланчаног закључивања.
Парадокс гомиле састоји се у следећем – односи се на гомилу песка.
1.000.000 зрна песка чини гомилу песка. (Премиса 1) 
Ако се одузме једно зрно песка, и даље остаје гомила песка. (Премиса 2)
Понављањем овог поступка (Премисе 2) на крају остаје једно зрно песка. Тиме се намеће закључак да гомила може бити састављена од само једног зрна песка. Сходно томе, ако једно зрно песка чини гомилу, онда уклањање и тог зрна песка и даље формира гомилу.
Можемо се онда запитати докле иде та неодређеност и када се може успоставити јасна граница да је нешто престало да именује гомилу, односно непрегледно мноштво, а постало је јасан, пребројив ентитет, јединка и сл.

### Варијације
У једној од формулација полази се од једног зрна песка и претпоставке да једно зрно не чини гомилу. Додавањем још једног зрна песка, па још једног, поступак се понавља док се коначно не дође до неког броја X који чини гомилу, те се изводи закључак да X - 1 не чини гомилу. Међутим, онда једно зрно ипак чини гомилу јер додавањем једног зрна, не-гомила се претвара у гомилу.
Природнија формулација ове варијанте је претпоставити да постоји скуп обојених чипова тако да два суседна чипа варирају у боји премало да би људски вид могао да их разликује. Затим, индукцијом на овој премиси, људи не би могли да разликују било коју боју.
Уклањање једне капи из океана неће га учинити „не-океаном” (то је и даље океан), али пошто је запремина воде у океану коначна, на крају, након довољно уклањања, чак и литар воде који остане и биће океан.
Овај парадокс се може реконструисати за разне предикате, на пример, за „висок”, „богат”, „стар”, „плав”, „ћелав” итд. Кључни појам је у свакој варијацији недовољно јасан, тачније нема јасно постављених граница. Какви су то „високи”, „ћелави”, „богати” и шта их тачно разликује од оних који то нису? Увек ће постојати гранични случајеви код којих нисмо сигурни којој групи припадају, чак ни ако су нам на располагању све информације, које би на први поглед биле довољне за класификацију. Бертранд Расел је тврдио да је сав природни језик нејасан.

#### Заблуда континуума
Заблуда континуума (позната још и као заблуда браде, заблуда цртања линија или заблуда тачке одлуке) је неформална заблуда уско повезана са парадоксом гомиле. Обе заблуде доводе до тога да се грешком одбаци нејасна тврдња једноставно зато што није толико прецизна колико бисмо желели да буде. Неодређеност сама по себи не имплицира нужно неваљаност. Заблуда је аргумент да се два стања или услова не могу разматрати посебно (или одвојено уопште не постоје) јер између њих постоји континуум стања. 

Дословно, парадокс гомиле се односи на ситуације у којима постоји много дискретних стања субјекта (на примеру 1 и 1.000.000 зрна песка постоји 1.000.000 могућих стања), док се заблуда континуума односи на ситуације у којима постоји (или се чини да постоји) континуум стања, као што је температура. Да ли било какав континуум постоји у физичком свету је класично питање атомизма. Њутнова физика и квантна физика обликују свет као непрекидан, док ипак модерна квантна физика формулише принципе и законе који свет представљају као међусобно одвојене јединице.
У сврху заблуде континуума, претпоставља се да постоји континуум. Међутим, сваки аргумент против парадокса гомиле такође се може користити против заблуде континуума. Један аргумент против заблуде заснован је на једноставном контрапримеру: постоје ћелави људи и људи који нису ћелави. Други аргумент је да за сваки степен промене стања, степен стања се незнатно мења, а ове мале промене се нагомилавају тако да стање пребаце из једне категорије у другу. На пример, можда додавање зрна пиринча доводи до тога да укупна група пиринча буде „мало више“ од гомиле, а довољно малих промена ће потврдити статус гомиле групе.  
За разлику од класичне логике, у којој искази могу имати вредности тачно и нетачно, расплинута логика (енг. Fuzzy logic) пружа аналитички апарат којим се могу моделирати искази чија истинитосна вредност може припадати континуалном прелазу од тачног ка нетачном. 

## Предложена решења

### Негирање постојања гомиле
Може се приговорити првој премиси поричући да 1.000.000 зрна песка чини гомилу. Међутим, 1.000.000 је само произвољан велики број и аргумент ће важити за сваки такав број. Дакле, одговор мора потпуно порећи да постоје такви концепти као што су гомиле. Амерички филозоф Питер Унгер брани ово решење.

### Постављање фиксне границе
Уобичајени први одговор на парадокс је да се сваки скуп зрна који у себи има више од одређеног броја зрна назове гомилом. Ако би се дефинисала „фиксна граница” на 10.000 зрна, онда би се тврдило да за мање од 10.000 то није гомила, док за 10.000 или више јесте.
Рори Колинс тврди да су таква решења незадовољавајућа јер се чини да је разлика између 9.999 зрна и 10.000 зрна мало значајна. Граница, где год да је постављена, остаје произвољна, па је њена прецизност варљива. Овоме се може замерити и по филозофској и по лингвистичкој основи. Са становишта филозофије због своје произвољности, а са лингвистичког једноставно због тога што се не користи природни језик.
Други одговор је покушај да се пронађе фиксна граница која представља уобичајену употребу термина. На пример, речник може да дефинише гомилу као „колекцију ствари које су спојене заједно да формирају узвишење“. Ово захтева да постоји довољно зрна како би нека зрна била подупрена другим зрнима. Према томе, додавање зрна на један слој производи гомилу, а уклањање последњег зрна изнад доњег слоја уништава гомилу.
Тимоти Вилијамсон и Рој Соренсен тврде да постоје фиксне границе, али да су оне нужно неспознатљиве.

### Супервалуационизам
У филозофској логици супервалуационизам је семантика бављења иреферентним терминима и неодређеношћу. Омогућава да се задрже уобичајени таутолошки закони чак и када се ради о недефинисаним вредностима истине. Као пример за иреферентни термин, размотримо реченицу „Пегаз воли сладић“. Пошто „Пегаз“ не именује прави објекат, реченици се не може приписати истинита вредност; мит не може задовољити тај захтев. Међутим, постоје неке изјаве о „Пегазу“ које ипак имају одређене истините вредности, као што су „Пегаз воли сладић“ или „Пегаз не воли сладић“. Ова реченица је инстанца таутологије „{\displaystyle p\lor \lnot p}” (тј. „{\displaystyle p} или не-{\displaystyle p}”). Према супервалуационизму, онa би требало да буде истинита без обзира да ли њене компоненте имају или немају истинитосне вредности.
Прихватањем реченица без дефинисаних вредности истине, супервалуационизам избегава суседне случајеве тако да је n зрна песка гомила песка, али n - 1 зрна није; на пример, „1.000 зрна песка је гомила” се може сматрати граничним случајем који нема дефинисану истинитост вредности. Ипак, супервалуационизам је у стању да реченицу попут „1.000 зрна песка је гомила, или 1.000 зрна песка није гомила“ третира као таутологију, тј. да јој додели истиниту вредност.

#### Математичко објашњење
Нека је {\displaystyle \upsilon } валуација дефинисана за сваки исказ језика {\displaystyle L}, и нека је {\displaystyle At(x)} број различитих исказа у {\displaystyle x}. Тада за сваку реченицу {\displaystyle x} може постојати највише {\displaystyle 2^{At(x)}} различитих валуација. Супервалуација {\displaystyle {\displaystyle V}} је функција од реченица истинитих вредности таква да је реченица {\displaystyle x} супер-истинита ако и само ако је {\displaystyle \upsilon (x)} тачна за сваку валуацију {\displaystyle \upsilon }. Аналогно важи и за супер-нетачне реченице. У супротном, {\displaystyle {\displaystyle V(x)}} је недефисано, тј. када постоје тачно две валуације {\displaystyle \upsilon } и {\displaystyle {\displaystyle v'}} такве да је валуација {\displaystyle \upsilon (x)} тачна и {\displaystyle {\displaystyle v'(x)}} нетачна.
На пример, нека је {\displaystyle L\;p} формалан превод реченице „Пегаз воли сладић“. Тада постоје тачно две валуације {\displaystyle \upsilon } и {\displaystyle {\displaystyle v'}} на {\displaystyle L\;p}, тј. {\displaystyle v(L\;p)} је тачна и {\displaystyle v'(L\;p)} нетачна. Дакле, {\displaystyle L\;p} није ни супер-тачно нити супер-нетачно. Међутим, таутологија {\displaystyle L\;p\lor \lnot L\;p} се процењује као тачна за сваку валуацију; стога је супер-тачна. Слично, формулација гомиле {\displaystyle H\;1000} није ни супер-тачна ни супер-нетачна, али је {\displaystyle H\;1000\lor \lnot H\;1000} супер-тачна.

### Вишевредносна логика, празнине у истини и презасићеност
Још један метод је коришћење вишевредносне логике. У овом контексту, проблем је у принципу бивалентности: песак или јесте или није гомила, никако између та два. Уместо два логичка стања, гомиле и не-гомиле, може се користити систем од три вредности, на пример гомила, неодређеност и не-гомила. Одговор на ово предложено решење је да систем од три вредности не решава заиста парадокс, јер још увек постоји гранична линија између гомиле и неодређеног, као и између неодређеног и не-гомиле. Трећа истинитосна вредност се може схватити или као рупа у истини, или као презасићеност.
Алтернативно, расплинута логика нуди континуирани спектар логичких стања представљених у јединичном интервалу реалних бројева [0,1]. Ово представља вишевредносну логику са бесконачно много истинитосних вредности, па тако песак постепено прелази из „дефинитивно гомила” у „дефинитивно не-гомила”, са нијансама у средњем делу. У теорији расплинуте логике, ова „ограда” се користи за поделу континуума на регионе који одговарају класама, као што су дефинитивно гомила, углавном гомила, делимично гомила, мала гомила и не-гомила. Ипак, остаје проблем тога где се ове границе постављају; на пример на ком броју зрна песак почиње да буде „дефинитивно гомила”.

### Хистереза
Други метод, који је увела Дајана Рафман, је коришћење хистерезе, односно сазнања о томе како је почело сакупљање песка. Еквивалентне количине песка могу се назвати гомилама или не, на основу тога како су тамо доспеле. Ако се велика гомила (неоспорно описана као гомила) полако смањује, она задржава свој „статус гомиле” до неке тачке, чак и када се стварна количина песка сведе на мањи број зрна.
Поента је да иста количина може бити сврстана у два „статуса”, у зависности од тога шта је била пре промене. Уобичајена употреба хистерезе би била термостат за клима уређај. На пример, Уређај је подешен на 25°C и затим хлади ваздух на нешто испод 25°C, али се не активира одмах када се ваздух загреје на 25,001°C, већ чека до скоро 26°C како би се спречио непрестан рад уређаја.

### Општи консензус
Може се утврдити значење речи „гомила” позивањем на консензус. Тимоти Вилијамсон, у свом епистемолошком решењу парадокса, претпоставља да значење нејасних термина мора бити одређено групном употребом. Метода консензуса обично тврди да је колекција зрна исто толико „гомила“ колико и проценат људи у групи који верују да је тако. Другим речима, вероватноћа да се било која колекција сматра гомилом је очекивана вредност расподеле мишљења групе.
Група може одлучити да:
- Једно зрно песка само по себи није гомила.
- Велика колекција зрна песка јесте гомила.

Између ове две крајности, појединачни чланови групе могу да се не слажу једни са другима око тога да ли се нека одређена колекција може означити као „гомила“. За колекцију се тада не може дефинитивно тврдити да је „гомила“ или „није гомила“. Ово се може сматрати апелом на дескриптивну лингвистику пре него на прескриптивну лингвистику, јер решава питање дефиниције на основу начина на који становништво користи природни језик. Заиста, ако је доступна прецизна прескриптивна дефиниција „гомиле“ онда ће групни консензус увек бити једногласан и парадокс се неће догодити.

### Решење у теорији корисности
У економској области теорије корисности, парадокс гомиле настаје када се истражују обрасци преферирања особе. Као пример Роберта Данкана Луса, лако је наћи особу, рецимо Пеги, која у својој кафи више воли 3 грама (тј. 1 коцку) шећера него 15 грама (5 коцкица). Међутим, она ће обично бити равнодушна између 3,00 и 3,03 грама, као и између 3,03 и 3,06 грама и тако даље, као и на крају између 14,97 и 15,00 грама.
Економисти су предузели две мере како би избегли парадокс гомиле у таквим околностима.
- Користи се компаратив, а не позитив. Горњи пример намерно не даје изјаву попут „Пеги воли шољицу кафе са 3 грама шећера“, или „Пеги не воли шољицу кафе са 15 грама шећера“. Уместо тога, стоји „Пеги више воли шољицу кафе са 3 грама шећера него са 15 грама шећера“.
- Економисти разликују преферирање („Пеги воли ... више од ...”) од равнодушности („Пеги воли ... колико ...”). Такође, не сматрају да равнодушност поседује особину транзитивности. У горњем примеру, скраћивање „шољица кафе са х грама шећера” на „cx”, и „Пеги је равнодушна између cx и  cy” на „cx ≈ cy”, чињенице c3.00 ≈ c3.03 и c3.03 ≈ c3.06 и ... и c14.97 ≈ c15.00 не повлаче за собом c3.00 ≈ c15.00.

Уведено је неколико врста релација да би се описали преферирање и равнодушност без налета на парадокс гомиле. Лус је дефинисао полупоредак и истражио њихова математичка својства. Амартија Сен је учинио сличну ствар за квазитранзитивне релације. Скраћивањем „Пеги воли cx него cy” на „cx > cy” и скраћивањем „cx > cy или cx ≈ cy” на „cx ≥ cy”, очигледно је да је релација „>” полупоредак, а „≥” је квазитранзитивна. Обрнуто, из датог полупоретка „>”, релација једнакости „≈” може бити реконструисана дефиницијом cx ≈ cy ако не важи ни cx > cy, ни cy > cx. Слично, из дате квазитранзитивне релације „≥”, релација једанкости „≈” може бити реконструисана дефиницијом cx ≈ cy ако важи и cx ≥ cy, и cy ≥ cx. Ове релације углавном нису транзитивне.